# Gladau

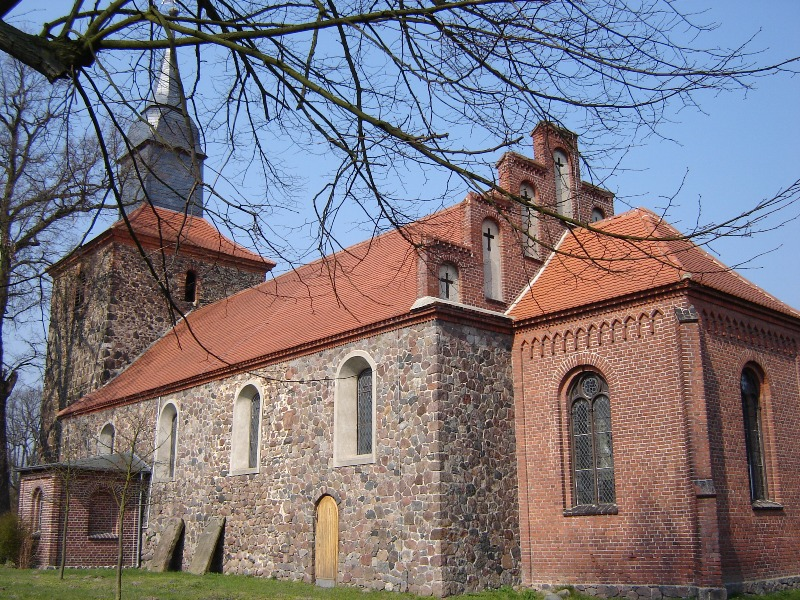
Dorfkirche

Gladau ist seit dem 1. Juli 2009 eine Ortschaft der Stadt Genthin im Landkreis Jerichower Land in Sachsen-Anhalt.

## Geographie
Gladau liegt am südwestlichen Rand des Fiener Bruchs, umgeben von landwirtschaftlichen Flächen. Durch den Ort führt die Landesstraße 54 mit Verbindung zu den Bundesstraßen 1 und 107. Die Kreisstadt Burg ist 20 Kilometer entfernt. Die Anschlussstelle Theesen der Autobahn 2 wird nach 14 Kilometern erreicht. Westlich des Ortes erstreckt sich ein ausgedehntes Kiefernwaldgebiet.
Zur ehemaligen Gemeinde Gladau gehörten die Ortsteile Dretzel und Schattberge.

## Geschichte
Der Ort ist slawischen Ursprungs. Als im 12. Jahrhundert Germanen das ostelbische Gebiet besiedelten, gründeten sie neben der slawischen Siedlung ein eigenes Dorf. Bis zum Zusammenwachsen beider Orte wurde der deutsche Teil Groß-Gladau, der slawische Klein-Gladau genannt. In der ersten urkundlichen Erwähnung von 1345 ist jedoch nur noch von Gladow (nach anderen Quellen auch Glade) die Rede. 1506 kaufte der im brandenburgischen Zehdenick ansässige Lippold von Arnim zahlreiche Güter der im Erzbistum Magdeburg gelegenen Region Hohenseeden, zu denen auch Gladau gehörte. Gladau blieb im Besitz der Familie von Arnim, bis es 1737 vom preußischen König Friedrich Wilhelm I. erworben wurde und bis 1818 als königliches Hofkammergut diente. Seit der preußischen Kreiseinteilung um 1660 lag Gladau im Jerichower Gesamtkreis, mit der Verwaltungsreform von 1815 kam der Ort in den Kreis Jerichow II mit der Kreisstadt Genthin. Da die um die Mitte des 19. Jahrhunderts entstandenen neuen Verkehrswege den Ort nicht berührten, blieb er wie in der Vergangenheit landwirtschaftlich geprägt. Weder die Ende des Jahrhunderts gebaute Chaussee nach Hohenseeden noch die 1917 eröffnete, durch Gladau führende Bahnstrecke Güsen–Ziesar bewirkten wesentliche Änderungen der wirtschaftlichen Struktur. Die Einwohnerzahl stieg von 590 im Jahre 1910 auf 756 im Jahre 1939. Am 30. September 1928 wurde der Gutsbezirk Gladau mit der Landgemeinde Gladau vereinigt.
Am 20. Juli 1950 wurde die bis dahin eigenständige Gemeinde Dretzel nach Gladau eingemeindet.
Im Zuge der DDR-Gebietsreform kam Gladau 1952 in den Kreis Genthin. Mit den beiden Ortsteilen Schattberge und Dretzel hatte Gladau 1964 1079 Einwohner. Im Zuge der Kreisreform von 1990 wurde der Ort in den Landkreis Jerichower Land eingegliedert. Am 29. Mai 1999 wurde der Personenverkehr auf der Eisenbahnstrecke Ziesar–Güsen stillgelegt.
Am 1. Juli 2009 wurde Gladau zusammen mit Paplitz und Tucheim in die Stadt Genthin eingemeindet. Die Verwaltungsgemeinschaft Genthin, der Gladau bis dahin angehört hatte, wurde zeitgleich aufgelöst.

### Geschichtsdenkmale
Auf dem Ortsfriedhof befinden sich die Gräber von sechs ermordeten Männern, die während des Zweiten Weltkrieges entweder sowjetische Kriegsgefangene oder Insassen eines Zwangsarbeiterlagers bei Güsen waren und bei der Flucht erschossen wurden.

## Politik

### Gemeinderat
Der letzte am 5. September 2004 gewählte Gemeinderat von Gladau setzte sich aus 10 Ratsfrauen und Ratsherren zusammen.

Wappen von Gladau

- CDU 6 Sitze
- DSG Gladau 2 Sitze
- FFw Gladau 2 Sitze

### Bürgermeister
Der letzte ehrenamtliche Bürgermeister Bernhard Schwandt wurde zum ersten Mal am 4. November 2001 gewählt.

### Wappen
Blasonierung: „In Silber aus einem mit einer silbernen Wellenleiste belegten grünem Dreiberg wachsend ein grüner Ölbaum mit einer beblätterten Astgabel, dazwischen eine rote fliegende Taube.“
Gladau führte bis 1997 kein offiziell genehmigtes Wappen, verwendete jedoch ein wappenähnliches Signet. Dieses Signet zeigt die aus einem Ölbaum aufsteigende Taube als Symbol christlicher Verkündung, wie es der Überlieferung des Alten Testaments nach geschah.
Es ist mit Sicherheit anzunehmen, dass im Siegel von Gladau die Darstellung der o. g. Symbolik einst korrekt war. Im Laufe der Zeit jedoch wurde die eigentliche Bedeutung vernachlässigt und das Siegelbild wurde in falschen Farben und mit schriftlichen Zusätzen zum Wappenbild gebraucht. Da zu DDR-Zeiten hierzu ein rechtsfreier Raum bestand, verstieß die Verwendung nicht gegen geltendes Recht. Das hat sich mit der Gesetzgebung der Bundesrepublik Deutschland geändert. Das Wappenbild musste korrigiert und genehmigt werden. Die Realisierung und Einbringung ins Genehmigungsverfahren erfolgte durch den Kommunalheraldiker Jörg Mantzsch.

### Historisches Wappenbild

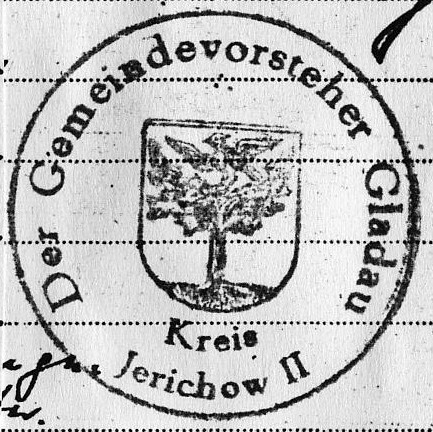
Altes Siegel der Gemeinde Gladau

Die Gemeinde Gladau führte in ihrem Gemeindesiegel schon einmal ein wappenähnliches Siegelbild. Dieses wurde im Zeitraum nach dem Zweiten Weltkrieg bis ca. der Einführung der Bezirke und Kreise in der DDR (1945–1952) benutzt.
Eine weitere Quelle ist das Kreisheimatmuseum in Genthin.

## Wirtschaft
Die LFD Holding, ein Konzern der Schweineproduktion und Deutschlands größter Ferkelerzeuger, hat seinen Firmensitz und eine Schweinezuchtanlage in Gladau.

## Bauwerke
- Dorfkirche Gladau